# Aguenta Firme, Isidoro
Aguenta Firme, Isidoro é um filme brasileiro de 1951, escrito e dirigido por Luiz de Barros, a partir do argumento de Gita de Barros. Foi produzido por Adhemar Gonzaga, a partir dos estúdios da Cinédia.

## Sinopse
Após passar um ano fora, o cancioneiro Pedrito Molita (Nicolau Guzzardi) retorna a sua cidade, Rio de Janeiro. Com o período ausente, sua esposa Rita Molina (Nelma Costa) havia se mudado sem deixar o novo endereço. Após isso, acaba encontrando um sósia e são surpreendidos com o nascimento de um filho, causando então uma grande confusão.

## Elenco
- Nicolau Guzzardi ...Isidoro/Pedrito Molita
- Nelma Costa ...Rita Molina[3]
- Deleo Júnior ...Júnior Peixinho
- Violeta Ferraz ...Dona Mariquinhas
- Zé Trindade ...Vizinho
- Zaquia Jorge ...Vedete[3]
- Paulo Celestino
- Costinha
- Oswaldo Loureiro
- Linda Batista ...Ela Mesma
- Helena de Lima ...Ela Mesma
- Trio de Ouro ...Eles mesmos[4].

## Curiosidades
É considerado um filme brasileiro pioneiro na técnica, uma vez que  a câmera acompanhava toda a ação, evitando, assim, o corte.
É considerado um filme perdido, sem cópias remanescentes que sejam conhecidas. 